# Deutsche Cadre-45/2-Meisterschaft 1932

Veranstaltungsort: Essen

Die Deutsche Cadre-45/2-Meisterschaft 1932 war eine Billard-Turnierserie und fand vom 24. bis zum 27. Februar 1932 in Essen zum 14. Mal statt.

## Geschichte
Mit zwei neuen deutschen Rekorden sicherte sich Albert Poensgen seinen zwölften deutschen Meistertitel im Cadre 45/2. Er verbesserte dabei seinen eigenen Rekorde aus dem Jahr 1927 im Generaldurchschnitt (GD) von 21,89 auf 23,74 und im besten Einzeldurchschnitt (BED) von 36,36 auf 40,00. Dabei verlor er gegen den jungen talentierten Berliner Werner Sorge, der am Ende Platz drei belegte und gegen Poensgen die Turnierhöchstserie von 202 erzielte, erst seine vierte Partie seit 1913 bei einer DM im Cadre 45/2. Zum zweiten Mal nach 1930 belegte der Hamburger Ludwig Meyer den zweiten Platz.
Während der Partie Werner Sorge gegen Otto Unshelm wurde vom Westdeutschen Rundfunk eine Übertragung auf Schallplatte aufgenommen und später im Rundfunk übertragen.

## Turniermodus
Das ganze Turnier wurde im Round-Robin-System bis 400 Punkte ohne Nachstoß gespielt. Bei MP-Gleichstand wurde in folgender Reihenfolge gewertet:
1. MP = Matchpunkte
2. GD = Generaldurchschnitt
3. HS = Höchstserie

## Abschlusstabelle
| MP    | Match Points (Sieger = 2; Unentschieden = 1; Verlierer = 0) |
| Pkte. | Erzielte Karambolagen                                       |
| Aufn. | Benötigte Versuche                                          |
| GD    | Generaldurchschnitt                                         |
| BED   | Bester Einzeldurchschnitt eines Spielers                    |
| HS    | Höchstserie                                                 |
|       | Bester GD des Turniers                                      |
|       | Bester ED des Turniers                                      |
|       | Beste HS des Turniers                                       |
|       | 1. Platz (Gold)                                             |
|       | 2. Platz (Silber)                                           |
|       | 3. Platz (Bronze)                                           |

| Klassement                 | Klassement                | Klassement | Klassement | Klassement | Klassement | Klassement | Klassement |
| Platz                      | Name                      | MP         | Pkte.      | Aufn.      | GD         | BED        | HS         |
| -------------------------- | ------------------------- | ---------- | ---------- | ---------- | ---------- | ---------- | ---------- |
| 1                          | Albert Poensgen (Berlin)  | 8:2        | 1876       | 79         | 23,75      | 40,00      | 147        |
| 2                          | Ludwig Meyer (Hamburg)    | 6:4        | 1849       | 111        | 16,65      | 28,57      | 113        |
| 3                          | Werner Sorge (Berlin)     | 6:4        | 1681       | 106        | 15,85      | 28,57      | 202        |
| 4                          | Otto Unshelm (Remscheid)  | 6:4        | 1649       | 125        | 13,19      | 15,38      | 101        |
| 5                          | Walter Joachim (Berlin)   | 2:8        | 1631       | 117        | 13,94      | 19,04      | 140        |
| 6                          | Albert Herbing (Hannover) | 2:8        | 1470       | 115        | 12,78      | 12,50      | 90         |
| Turnierdurchschnitt: 15,55 |                           |            |            |            |            |            |            |